# Doftskinn
Doftskinn (Cystostereum murrayi) är en svampart som först beskrevs av Berk. & M.A. Curtis, och fick sitt nu gällande namn av Zdeněk Pouzar 1959. Doftskinn ingår i släktet Cystostereum och familjen Cystostereaceae. Arten är reproducerande i Sverige. Inga underarter finns listade i Catalogue of Life.
Svamparten har ibland en doft som påminner om kokos. Enligt Sveriges lantbruksuniversitet bör den "knappast kunna förväxlas med andra skinn".